# Espirat-Reignat
Ancienne commune du Puy-de-Dôme, la commune d'Espirat-Reignat a existé jusqu'en 1874. En cette année elle a été supprimée, au bénéfice de la création de deux nouvelles communes indépendantes, Espirat et Reignat.